# Hernán Gaviria
Hernán Gaviria (Carepa, Colòmbia, 27 de novembre de 1969 - 24 d'octubre de 2002) és un futbolista colombià. Va disputar 27 partits amb la selecció de Colòmbia.